# فرانكلين لوبيز
فرانكلين لوبيز (بالإسبانية: Franklin López)‏ هو لاعب كرة قدم نيكاراغوي، ولد في 16 أغسطس 1982 في خينوتبي ‏ في نيكاراغوا. شارك مع منتخب نيكاراغوا لكرة القدم. أما مع النوادي، فقد لعب مع Parmalat FC ‏.

## وصلات خارجية
- فرانكلين لوبيز على موقع الاتحاد الدولي (مؤرشف)  (الإنجليزية)
- فرانكلين لوبيز على موقع قاعدة بيانات كرة القدم.إي يو (الإنجليزية)
- فرانكلين لوبيز على موقع ناشيونال فوتبول تيمز (الإنجليزية)
- فرانكلين لوبيز على موقع Soccerway.com (الإنجليزية)